# Once A Week
Once A Week (1859-1880) est un magazine littéraire hebdomadaire illustré d'abord publié par Bradbury and Evans. Selon John Sutherland (en) : « Historically the magazine's main achievement was to provide an outlet for [an] innovative group of illustrators [in] the 1860s »,.

## Histoire
Le magazine fut fondé à l'occasion d'une dispute entre Bradbury and Evans et Charles Dickens. Bradbury and Evans étaient les éditeurs de Dickens depuis 1844, y compris pour son magazine Household Words. En 1859, Bradbury and Evans refusent de publier une note de Dickens expliquant pourquoi il se séparait de Mrs. Dickens. En conséquence, Dickens arrête Household Words et crée un nouveau magazine, All the Year Round, dont il décide qu'il serait indépendant de tout éditeur. Bradbury and Evans remplacent Household Words par Once A Week, dont le directeur fut Samuel Lucas (en).
Le magazine était plus cher que Household Words et il était illustré. Parmi les illustrateurs : John Leech, Hablot Knight Browne, Frederick Sandys, John Everett Millais, John Tenniel, George du Maurier, et George John Pinwell (en),. Parmi les écrivains et écrivaines: Harriet Martineau, Shirley Brooks (en), Tom Taylor, George Meredith, Edward Jesse (en), Edward Dutton Cook (en), George Walter Thornbury (en), Arthur Joseph Munby (en), William Bridges Adams, Sabine Baring-Gould, Sarah Stickney Ellis, Isabella Blagden (en), John Wykeham Archer (en), George Phillips Bevan (en), Sherard Osborn, Mrs. Henry Wood, Catherine Crowe, et Mary Elizabeth Braddon. Beaucoup des illustrateurs et des auteurs travaillaient aussi pour Punch, également publié par Bradbury and Evans,. Le magazine publiait des romans-feuilletons et d'autres productions parmi lesquelles : A Good Fight de Charles Reade, Evan Harrington (en) de George Meredith et The Notting Hill Mystery (en) de Charles Warren Adams, considéré comme le premier roman policier,.
Après la mort de Lucas en 1865, le magazine déclina. Il fut racheté par James Rice (en) qui le revendit en 1873 à George Manville Fenn (en). Il n’était plus alors que « a shadow of its former self », et la publication cessa en 1880.